# Lista odcinków serialu Halt and Catch Fire
Poniżej znajduje się lista odcinków serialu telewizyjnego Halt and Catch Fire – emitowanego przez amerykańską stację kablową  AMC od 1 czerwca 2014 roku do 21 października 2017 roku. Powstały 4 serię, które łącznie składają się z 40 odcinków. W Polsce jest emitowany od 12 kwietnia 2015 roku przez CBS Europa. Od 28 września 2017 r. sezon 3  będzie emitowany na kanale AMC Polska.
| Sezon | Sezon | Odcinki | Oryginalna emisja | Oryginalna emisja    | Oryginalna emisja | Oryginalna emisja | Oryginalna emisja |
| Sezon | Sezon | Odcinki | Premiera sezonu   | Finał sezonu         | Premiera sezonu   | Finał sezonu      |                   |
| ----- | ----- | ------- | ----------------- | -------------------- | ----------------- | ----------------- | ----------------- |
|       | 1     | 10      | 1 czerwca 2014    | 3 sierpnia 2014      | 12 kwietnia 2015  | 14 czerwca 2015   |                   |
|       | 2     | 10      | 31 maja 2015      | 2 sierpnia 2015      | 21 czerwca 2015   | 23 sierpnia 2015  |                   |
|       | 3     | 10      | 23 sierpnia 2016  | 11 października 2016 | 20 lipca 2017     | 21 września 2017  |                   |
|       | 4     | 10      | 19 sierpnia 2017. | 21 października 2017 | 28 września 2017  | 30 listopada 2017 |                   |

## Sezon 1 (2014)
| Nr | #  | Tytuł                | Reżyseria                | Scenariusz                                 | Premiera AMC    | Premiera CBS Europa |
| -- | -- | -------------------- | ------------------------ | ------------------------------------------ | --------------- | ------------------- |
| 1  | 1  | I/O                  | Juan José Campanella     | Christopher Cantwell Christopher C. Rogers | 1 czerwca 2014  | 12 kwietnia 2015    |
| 2  | 2  | FUD                  | Juan José Campanella     | Christopher Cantwell Christopher C. Rogers | 8 czerwca 2014  | 19 kwietnia 2015    |
| 3  | 3  | High Plains Hardware | Karyn Kusama             | Jason Cahill                               | 15 czerwca 2014 | 26 kwietnia 2015    |
| 4  | 4  | Close to the Metal   | Johan Renck              | Jonathan Lisco                             | 22 czerwca 2014 | 3 maja 2015         |
| 5  | 5  | Adventure            | Ed Bianchi               | Dahvi Waller                               | 29 czerwca 2014 | 10 maja 2015        |
| 6  | 6  | Landfall             | Larysa Kondracki         | Zack Whedon                                | 6 lipca 2014    | 17 maja 2015        |
| 7  | 7  | Giant                | Jon Amiel                | Jamie Pachino                              | 13 lipca 2014   | 24 maja 2015        |
| 8  | 8  | The 214s             | Daisy von Scherler Mayer | Davhi Waller Zack Whedon                   | 20 lipca 2014   | 31 maja 2015        |
| 9  | 9  | Up Helly Aa          | Terry McDonough          | Jason Cahill                               | 27 lipca 2014   | 7 czerwca 2015      |
| 10 | 10 | 1984                 | Juan José Campanella     | Christopher Cantwell Christopher C. Rogers | 3 sierpnia 2014 | 14 czerwca 2015     |

## Sezon 2 (2015)
| Nr | #  | Tytuł                     | Reżyseria                | Scenariusz                                  | Premiera AMC    | Premiera CBS Europa |
| -- | -- | ------------------------- | ------------------------ | ------------------------------------------- | --------------- | ------------------- |
| 11 | 1  | SETI                      | Juan José Campanella     | Christopher Cantwell, Christopher C. Rogers | 31 maja 2015    | 21 czerwca 2015     |
| 12 | 2  | New Coke                  | Phil Abraham             | Jonathan Lisco                              | 7 czerwca 2015  | 28 czerwca 2015     |
| 13 | 3  | The Way In                | Jeff Freilich            | Jason Cahill                                | 14 czerwca 2015 | 5 lipca 2015        |
| 14 | 4  | Play with Friends         | Kimberly Peirce          | Dahvi Waller                                | 21 czerwca 2015 | 12 lipca 2015       |
| 15 | 5  | Infiltrator               | Michael Morris           | Zack Whedon                                 | 28 czerwca 2015 | 19 lipca 2015       |
| 16 | 6  | 10Broad36                 | Larysa Kondracki         | Jamie Pachino                               | 5 lipca 2015    | 26 lipca 2015       |
| 17 | 7  | Working for the Clampdown | Karyn Kusama             | Christopher Cantwell, Christopher C. Rogers | 12 lipca 2015   | 2 sierpnia 2015     |
| 18 | 8  | Limbo                     | Daisy von Scherler Mayer | Zack Whedon                                 | 19 lipca 2015   | 9 sierpnia 2015     |
| 19 | 9  | Kali                      | Craig Zisk               | Jason Cahill                                | 26 lipca 2015   | 16 sierpnia 2015    |
| 20 | 10 | Heaven Is a Place         | Phil Abraham             | Christopher Cantwell, Christopher C. Rogers | 2 sierpnia 2015 | 23 sierpnia 2015    |

## Sezon 3 (2016)
| Nr | #  | Tytuł                         | Reżyseria                | Scenariusz                                  | Premiera AMC         | Premiera AMC Polska |
| -- | -- | ----------------------------- | ------------------------ | ------------------------------------------- | -------------------- | ------------------- |
| 21 | 1  | Valley of the Heart's Delight | Daisy von Scherler Mayer | Christopher Cantwell, Christopher C. Rogers | 21 sierpnia 2016     | 20 lipca 2017       |
| 22 | 2  | One Way or Another            | Kimberly Peirce          | Michael Saltzman                            | 23 sierpnia 2016     | 27 lipca 2017       |
| 23 | 3  | Flipping the Switch           | Jeff Freilich            | Lisa Albert                                 | 30 sierpnia 2016     | 3 sierpnia 2017     |
| 24 | 4  | Rules of Honorable Play       | Jake Paltrow             | Alison Tatlock                              | 6 września 2016      | 10 sierpnia 2017    |
| 25 | 5  | Yerba Buena                   | Andrew McCarthy          | Mark Lafferty                               | 13 września 2016     | 17 sierpnia 2017    |
| 26 | 6  | And She Was                   | Michael Morris           | Angelina Burnett                            | 20 września 2016     | 24 sierpnia 2017    |
| 27 | 7  | The Threshold                 | Karyn Kusama             | Michael Saltzman                            | 27 września 2016     | 31 sierpnia 2017    |
| 28 | 8  | You Are Not Safe              | Reed Morano              | Lisa Albert and Alison Tatlock              | 4 października 2016  | 7 września 2017     |
| 29 | 9  | NIM                           | Christopher Cantwell     | Mark Lafferty                               | 11 października 2016 | 14 września 2017    |
| 30 | 10 | NeXT                          | Phil Abraham             | Christopher Cantwell, Christopher C. Rogers | 11 października 2016 | 21 września 2017    |

## Sezon 4 (2017)
| Nr | #  | Tytuł                | Reżyseria                | Scenariusz                                  | Premiera AMC         | Premiera AMC Polska  |
| -- | -- | -------------------- | ------------------------ | ------------------------------------------- | -------------------- | -------------------- |
| 31 | 1  | So it Goes           | Juan José Campanella     | Christopher Cantwell, Christopher C. Rogers | 19 sierpnia 2017     | 28 września 2017     |
| 32 | 2  | Signal to Noise      | Meera Menon              | Mark Lafferty                               | 19 sierpnia 2017     | 5 października 2017  |
| 33 | 3  | Miscellaneous        | Jeff Freilich            | Zack Whedon                                 | 26 sierpnia 2017     | 12 października 2017 |
| 34 | 4  | Tonya and Nancy      | Stacie Passon            | Alison Tatlock                              | 9 września 2017      | 19 października 2017 |
| 35 | 5  | Nowhere Man          | So Yong Kim              | Angelina Burnett                            | 16 września 2017     | 26 października 2017 |
| 36 | 6  | A Connection is Made | Michael Morris           | Julia Cho                                   | 23 września 2017     | 2 listopada 2017     |
| 37 | 7  | Who Needs a Guy      | Tricia Brock             | Lisa Albert                                 | 30 września 2017     | 9 listopada 2017     |
| 38 | 8  | Goodwill             | Christopher Cantwell     | Zack Whedon                                 | 7 października 2017  | 16 listopada 2017    |
| 39 | 9  | Search               | Daisy von Scherler Mayer | Mark Lafferty                               | 14 października 2017 | 23 listopada 2017    |
| 40 | 10 | Ten of Swords        | Karyn Kusama             | Christopher Cantwell, Christopher C. Rogers | 21 października 2017 | 30 listopada 2017    |